# Плющево (Грязовецкий район)
Плющево — деревня в Грязовецком районе Вологодской области.
Входит в состав Юровского муниципального образования, с точки зрения административно-территориального деления — в Покровский сельсовет.
Расстояние до районного центра Грязовца по автодороге — 32 км, до центра муниципального образования Юрово по прямой — 22 км. Ближайшие населённые пункты — Кокарево, Куземкино, Фетинино.
По переписи 2002 года население — 11 человек.